# Цимлянское вино

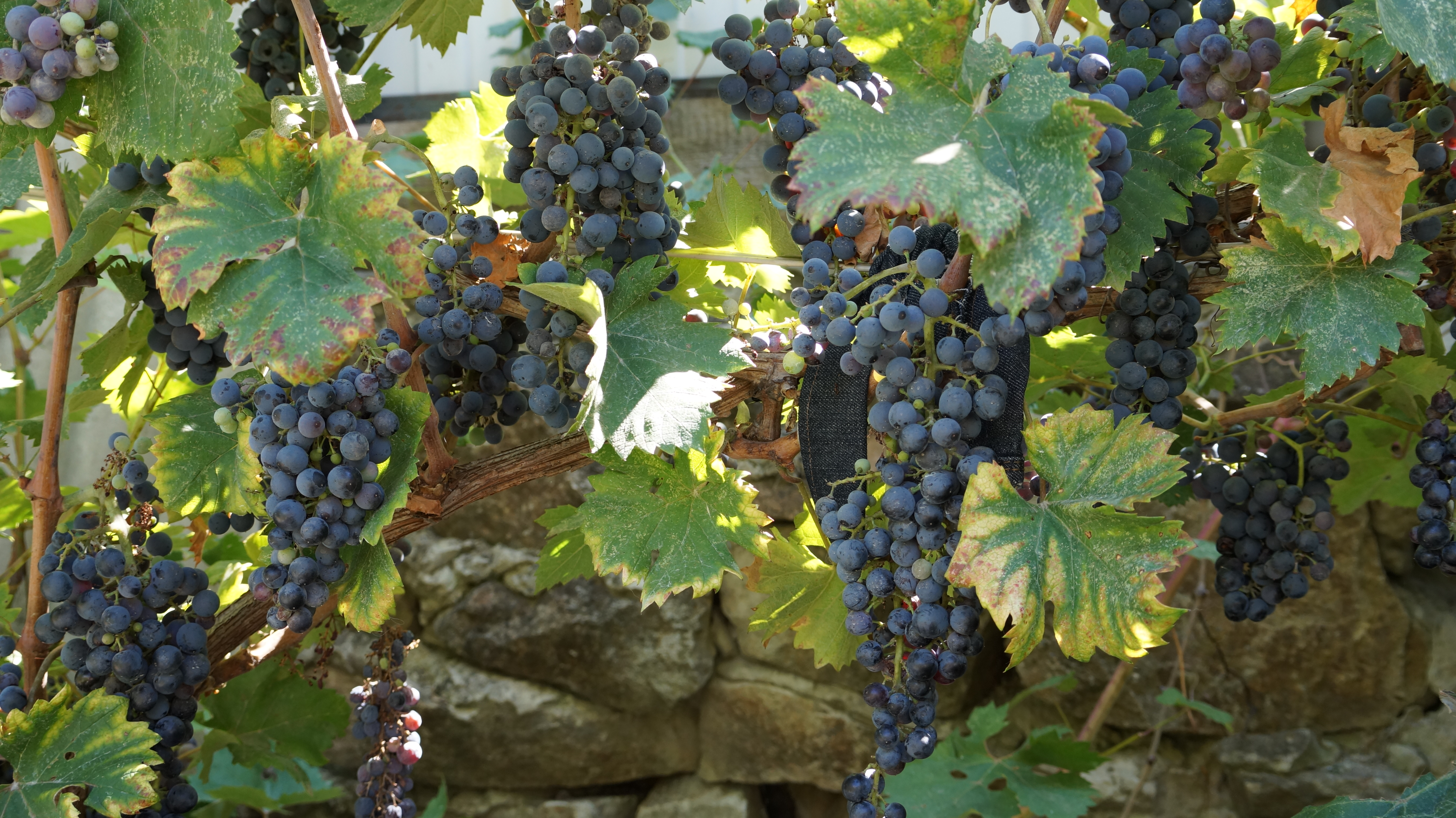
Цимлянский чёрный

Да вот в бутылке засмоленой

Между жарким и блан-манже

Цимлянское несут уже;

За ним строй рюмок узких, длинных

Подобно талии твоей,

Зизи, кристал души моей...
Цимля́нское вино — русское красное игристое вино, пересыщенное диоксидом углерода эндогенной природы, производимое по меньшей мере с начала XIX века в станице Цимла Донского казачьего войска (ныне город Цимлянск Ростовской области России). Производство вина, начавшееся кустарно, начиная с советского периода сосредоточено на одном предприятии — Цимлянском заводе игристых вин, выпускающем свою продукцию под маркой «Цимлянские вина».
Родом из старинной донской станицы Цимлы, оно отличается тёмно-красным с рубиновым оттенком цветом, превосходными игристыми и пенистыми свойствами и длительным, интенсивным перляжем с образованием на поверхности «живого» постоянно возобновляемого слоя розовато-белой пены. Цимлянское вино упоминается в нескольких стихотворениях А. С. Пушкина, а также в романах «Евгений Онегин» и «Дубровский». Бутылочка цимлянского упоминается как особый напиток для генерала в рассказе А. П. Чехова «Свадьба с генералом». М. И. Кутузов цимлянским отмечал свои победы над Наполеоном. Цимлянское было любимым вином героя Отечественной войны 1812 года, атамана Матвея Платова. В дореволюционной России цимлянское игристое вино подавали на светских раутах и балах в высшем обществе, им отмечали государственные праздники и военные победы. Обычно цимлянское вино подавали между горячим блюдом и десертом. Цимлянское вино — важная веха в многовековой истории донского виноградарства и виноделия.
Виноградная лоза была завезена в Цимлу в петровскую эпоху из Франции и Австрии, иностранные названия быстро забылись и были заменены новыми местными, которые прочно укоренились в казачьей среде. Виноделие в Цимле начиналось примитивно, без каких-либо специальных знаний. Собранный в середине октября урожай вялили под навесами до начала холодов в конце ноября, затем перетирали на тёрке и помещали в чанки для брожения. При низких температурах брожение останавливалось при неполном выбраживании сахара. Сладкое вино спускали в бочки, которые также хранились в холодных помещениях. Розлив в бутылки производился в марте в условиях недоброда, что обеспечивало получение игристого вина. Бутылки хранили в стоячем положении в ямах ярусами, прослоенными соломой или землёй. Старинное цимлянское вино не имело определённого стандарта и приводило к пёстрым результатам.
Цимлянское игристое производят только из винограда местных сортов: цимлянский чёрный, плечистик и красностоп золотовский, которые культивируют в Цимлянском, Мартыновском, Усть-Донецком, Константиновском и Семикаракорском районах. В купажах допускается использование виноматериалов из сортов винограда буланый и цимладар. На Цимлянском заводе игристых вин вырабатываются красные вина следующих наименований: «Цимлянское игристое казачье», приготовленное старым казачьим способом, «Сапфир Дона» и «Донское игристое». «Цимлянское игристое» — марка красных игристых вин, его технология производства предусматривает купаж сухих и десертных виноматериалов с последующей шампанизацией в бутылках без применения сахарозы.